# 大密室殺人事件
『大密室殺人事件』（だいみっしつさつじんじけん）は、1991年から1993年までテレビ朝日系「土曜ワイド劇場」で放送された刑事ドラマシリーズ。全4回。主演は植木等。
タイトルは『大密室殺人事件』（第1作） → 『越後七浦殺人海岸』（第2作） → 『大密室殺人事件』（第3作） → 『神戸異人館殺人事件』（第4作）

## キャスト

### 警視庁捜査一課
八木沢庄一郎
演 - 植木等
階級は警部補。一軒家に一人暮らし。妻の民子は10年前に癌で死亡（第1作）。
村岡紀夫
演 - 錦織一清
経歴：警視庁渋谷西警察署
→ 警視庁捜査一課
階級は巡査。渋谷西署から転属してきた新米刑事（第1作）。
河津
演 - 北村総一朗
階級は警部。
佐田
演 - 石波義人（第2作・第3作）
刑事。
溝口
演 - 北川勝博（第1作・第2作）
刑事。
朝倉
演 - 青柳三十六
刑事。

### ゲスト
第1作「大密室殺人事件」（1991年）
- 小田切初枝（黒住家のお手伝い） - 財前直見
- 見川要次郎（黒住の運転手） - 高原駿雄
- 崎岡光子（専二の母） - 高田敏江
- ハイヤマ（黒住不動産 社員） - 草川祐馬
- 宍戸（黒住不動産 社員） - 加藤善博
- 警視庁捜査一課 刑事 - 小林尚臣
- 北島（警視庁北練馬警察署 刑事） - 荘司肇
- 黒住絵理花（黒住の妻） - 中島ゆたか
- 新潟県警 刑事 - 佐伯赫哉
- 警視庁北練馬警察署 署長 - 山崎満
- 崎岡専二（バーのマスター） - 吉満涼太
- 池上忠司（黒住家の執事） - 相馬剛三
- 管理人 - 佐久間まち子
- 池上の友人 - 小山昌幸
- 黒住泰造（黒住不動産 社長） - 根上淳
- 田口主将、名倉敦子、荒川智也、重冨俊明

第2作「越後七浦殺人海岸」（1991年）
- 居差寺亜以子（居差寺の妻） - 青山知可子（幼少期：黒谷加菜子）
- 根岸かね（容一の母） - 野中マリ子
- 居差寺要造（資産家） - 小瀬格
- 根岸容一（亜以子の愛人） - 石田登星
- 浦上専一（中里の兄貴分） - 石田圭祐
- 横内タマエ（居差寺家の家政婦） - 中真千子
- 沢原（菊治の姉） - 塩屋洋子
- 料亭女将 - 星野晶子
- 平木タツオ（10年前刺殺） - 関輝雄
- 中里宗治（ゲームセンター店員） - 町田政則
- 沢原菊治（雪子の夫・19年前刺殺） - 早坂直家
- 赤岩東作（菊治を殺害した容疑者でその後死亡） - 醍醐貢介
- 警視庁西世田谷警察署 署長 - 入江正徳
- 前田（警視庁西世田谷警察署 刑事） - 園岡新太郎
- 中里の借家の大家 - 山浦栄
- 宮地雪子（CLUB「雪子」ママ・亜以子の母） - 樫山文枝
- 岡本尚子、仲野裕、内田修司、重富俊明、黒谷加菜子

第3作「大密室殺人事件」（1992年）
- 名取葉子（輝夫の妻） - 友里千賀子
- 小磯勝弥（名取物産 元社員） - 三ッ木清隆
- 鈴木添子（ケイゾウと時子の娘） - 伊藤智恵理
- 鈴木時子（喫茶店店主・ケイゾウの愛人） - 小沢寿美恵
- 神里フサエ（ホテル伊香保ガーデン 仲居） - 藤堂陽子
- 警視庁城西警察署 刑事 - 小沢象
- 群馬県警 刑事 - 斉藤暁
- 倉持リエ（バーのホステス・今泉の同居人） - 柳沢純子
- 名取ケイゾウ（名取物産 前社長・葉子の父・2年前交通事故死） - 新井量大
- 警視庁城西警察署 署長 - 入江正徳
- 今泉浩（名取物産 元総務課長） - 外山誠二
- 名取輝夫（名取物産 社長・婿養子） - 長谷川初範
- 重富俊明、村木勲、鈴木伸幸、加藤壽彦

第4作「神戸異人館殺人事件」（1993年）
- 藤沢圭子（安野の同居人） - 未來貴子
- 野本由加（野本貿易 社長・村岡の同級生） - 橘ゆかり
- 梅島（所轄署の警部補） - 大川ひろし
- 柴崎雅樹（村岡の学生時代の友人） - 中村麻沙希
- 武田隆介（かつて安野と組んでいた男） - 江藤漢
- 刑事 - 高月忠
- 中村民子（安野と同じアパートの住人） - 佐久間まち子
- 吉田（警視庁中野北警察署 刑事） - 廣田高志
- マンション管理人 - 相馬剛三
- 安野良成（前科者） - 内田直哉
- 加藤治、小倉雄三、重冨俊明、中島基之、曽我部夫佐子、本田和利、寿正太郎

## スタッフ
- 原作 - 大谷羊太郎
- 脚本 - 石倉保志
- 音楽 - 羽田健太郎
- 監督 - 松島稔
- 制作 - テレビ朝日、東映

## 放送日程
| 話数 | 放送日        | タイトル/サブタイトル                                                   | 原作                         | 脚本     | 監督   | 視聴率 |
| ---- | ------------- | ----------------------------------------------------------------------- | ---------------------------- | -------- | ------ | ------ |
| 1    | 1991年1月26日 | 大密室殺人事件/ 殺された息子からの脅迫状 黒猫が知っているトリックの怪!  | 「大密室殺人事件」           | 石倉保志 | 松島稔 | 22.0%  |
| 2    | 1991年9月14日 | 越後七浦殺人海岸/ 大密室の奇妙な死体交換の謎? 女子高生が壁の中に消えた! | 「越後七浦殺人海岸」         | 石倉保志 | 松島稔 | 20.5%  |
| 3    | 1992年4月11日 | 大密室殺人事件/ “宙に浮く”鮮やかな殺人トリック 結婚記念日に夫が私を…    | 「鳥羽・葛西水族館殺人事件」 | 石倉保志 | 松島稔 | 17.2%  |
| 4    | 1993年5月22日 | 神戸異人館殺人事件/ 港の女が仕掛けた罠?! 殺意に絡んだ恋の糸             | 「神戸異人館恋の殺人」       | 石倉保志 | 松島稔 | 16.1%  |